# 镇江寺街道
镇江寺街道，是中华人民共和国四川省遂宁市船山区下辖的一个乡镇级行政单位。

## 行政区划
镇江寺街道下辖以下地区：
百福社区、朝阳社区、大东街社区、正兴街社区、兴隆社区和紫微社区。